# Sexta pandemia de cólera
La sexta pandemia de cólera se inició en 1899 en el noreste de la India (Raj británico)y se extendió por Asia y Europa hasta 1923, aunque algunas fuentes alargan la epidemia hasta 1932 o incluso 1947. En Europa, la situación se vio agravada por el caos asociado al estallido de la Primera Guerra Mundial, entre 1914-1918.
La pandemia de cólera alcanzó Siria y Persia hacia 1903, la región del Caspio hacia 1904, Róterdam y Hungría en 1909, Nápoles en 1910, se cebó en los Balcanes,envuelta en guerra desde 1912 y el Imperio otomano a partir de 1910, e incluso llegó a los Estados Unidos a través de emigrantes italianos, además de seguir causando en la India centenares de miles de muertos. La pandemia fue el trasfondo de novelas como El amor en los tiempos del cólera y Muerte en Venecia, de Gabriel García Márquez y Thomas Mann, respectivamente.

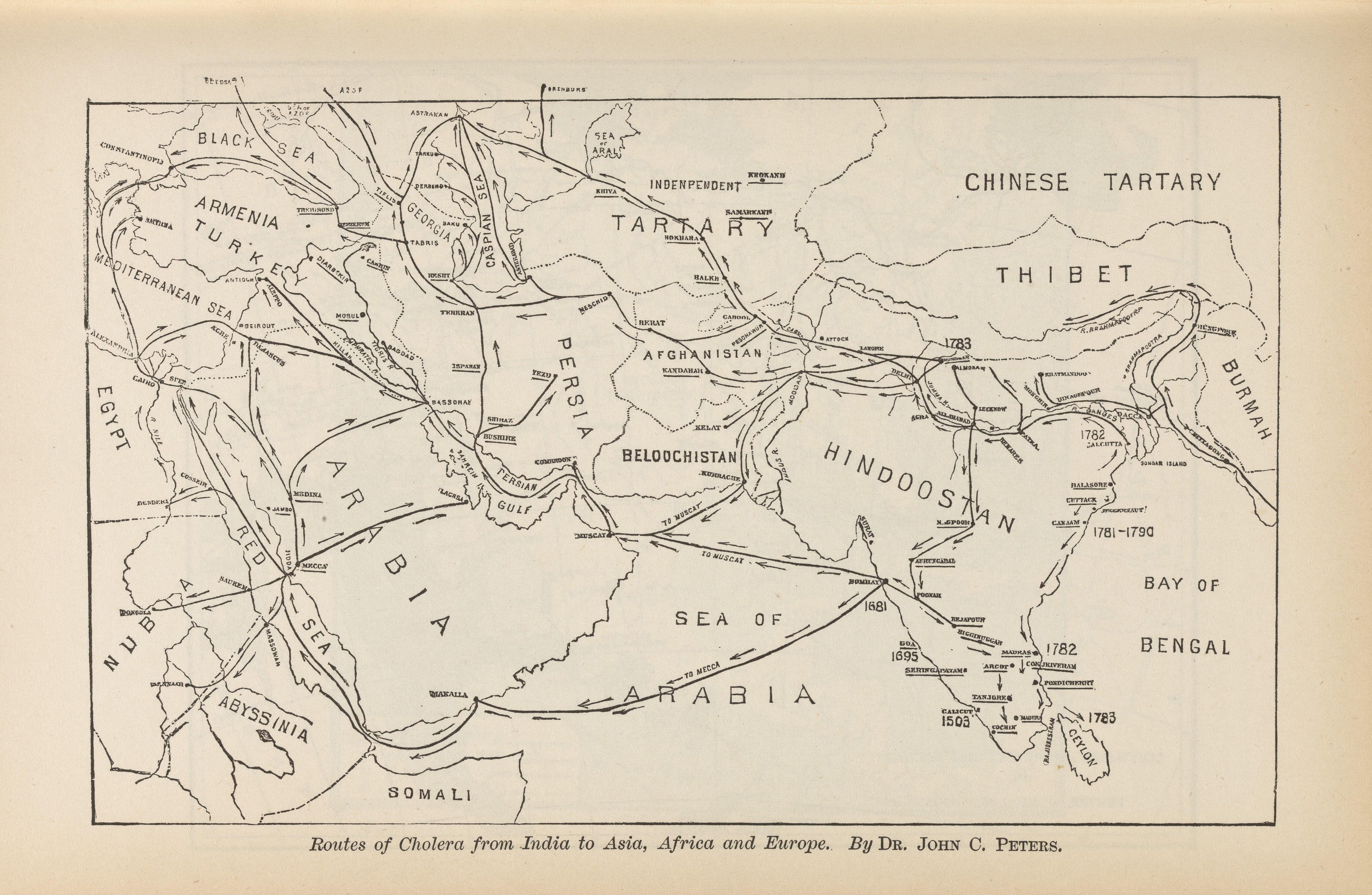
Expansión a través de Asia
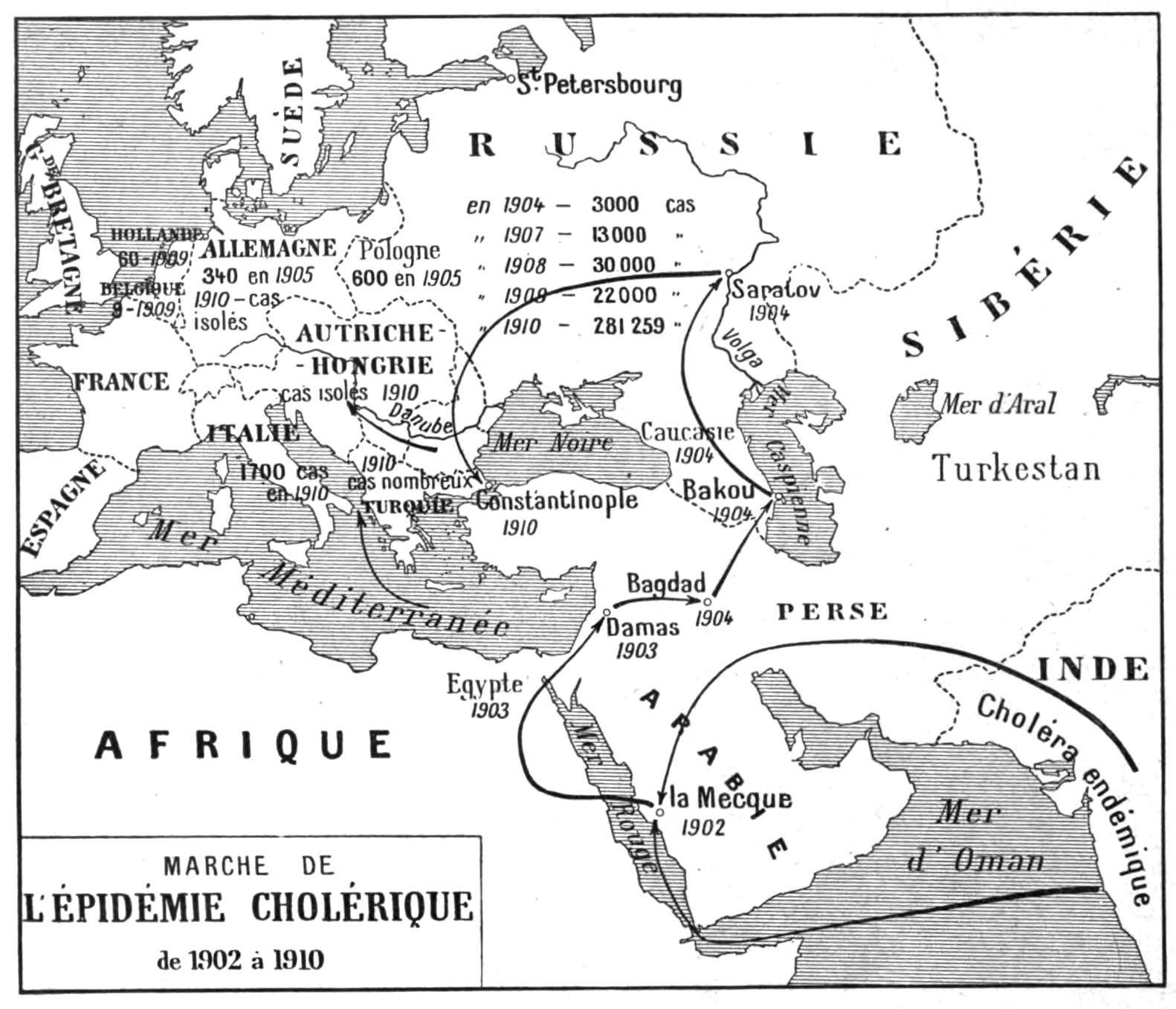
Expansión en Europa entre 1902 y 1910
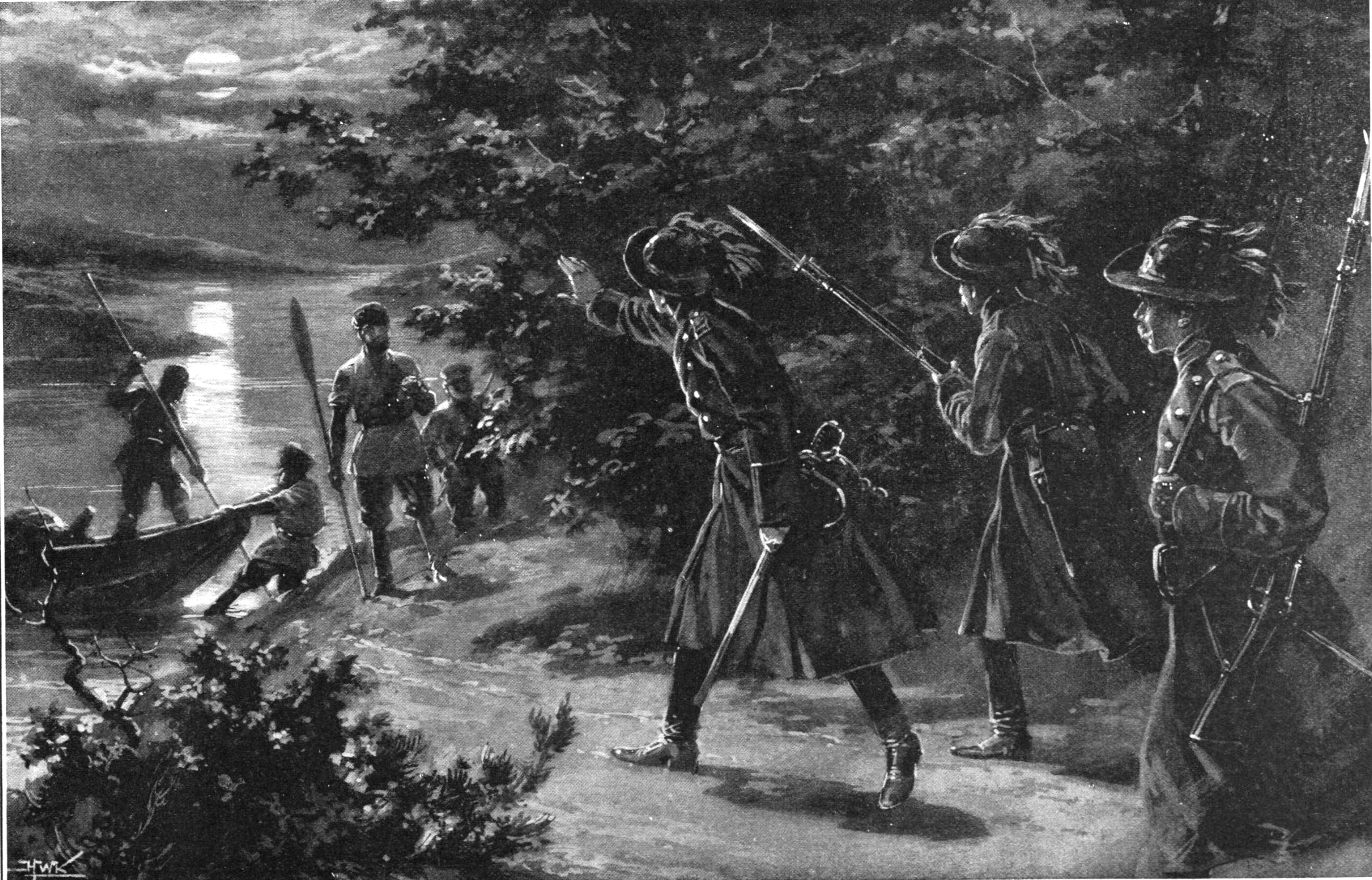
Illustrated London News, 1905.
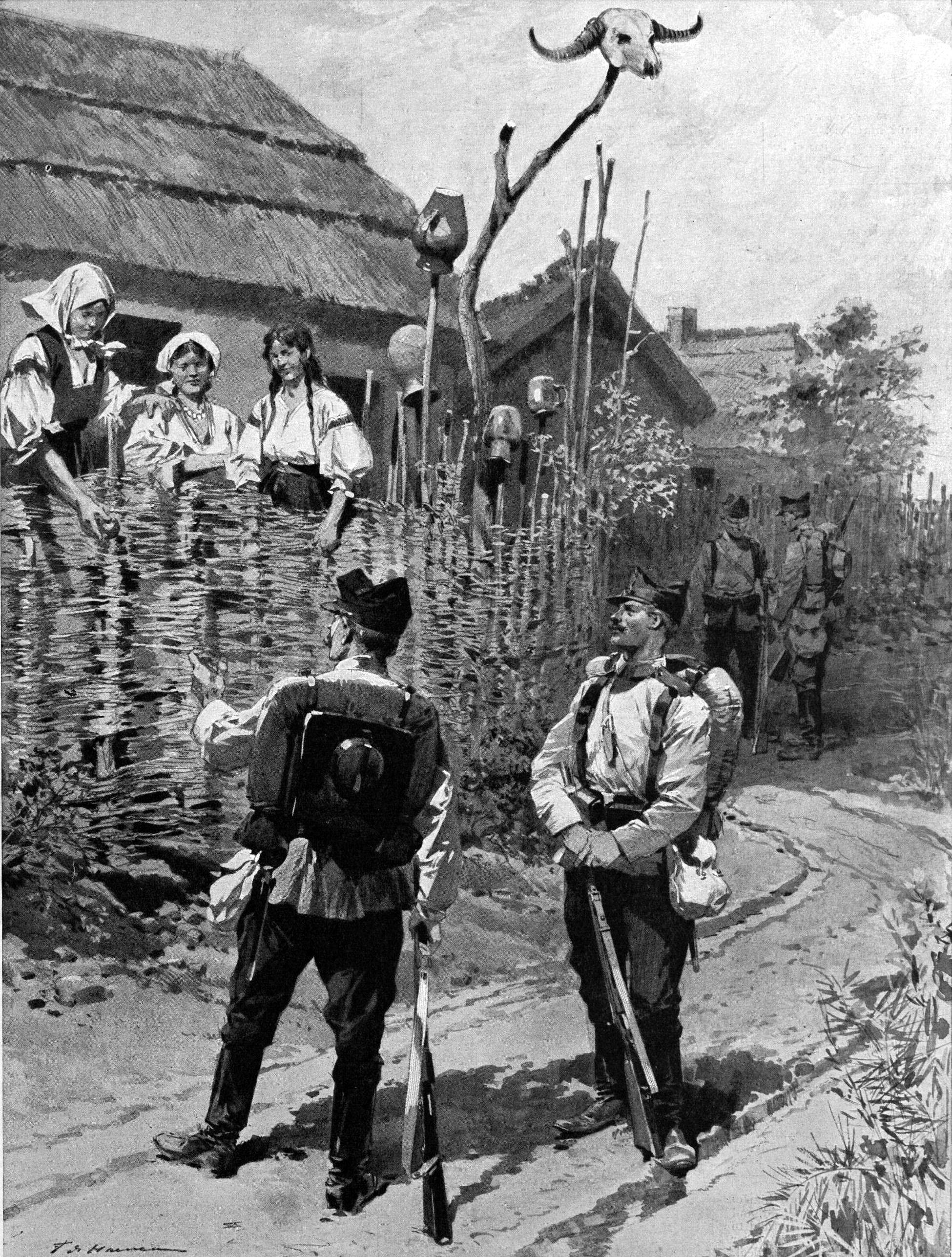
Illustrated London News, 1911.
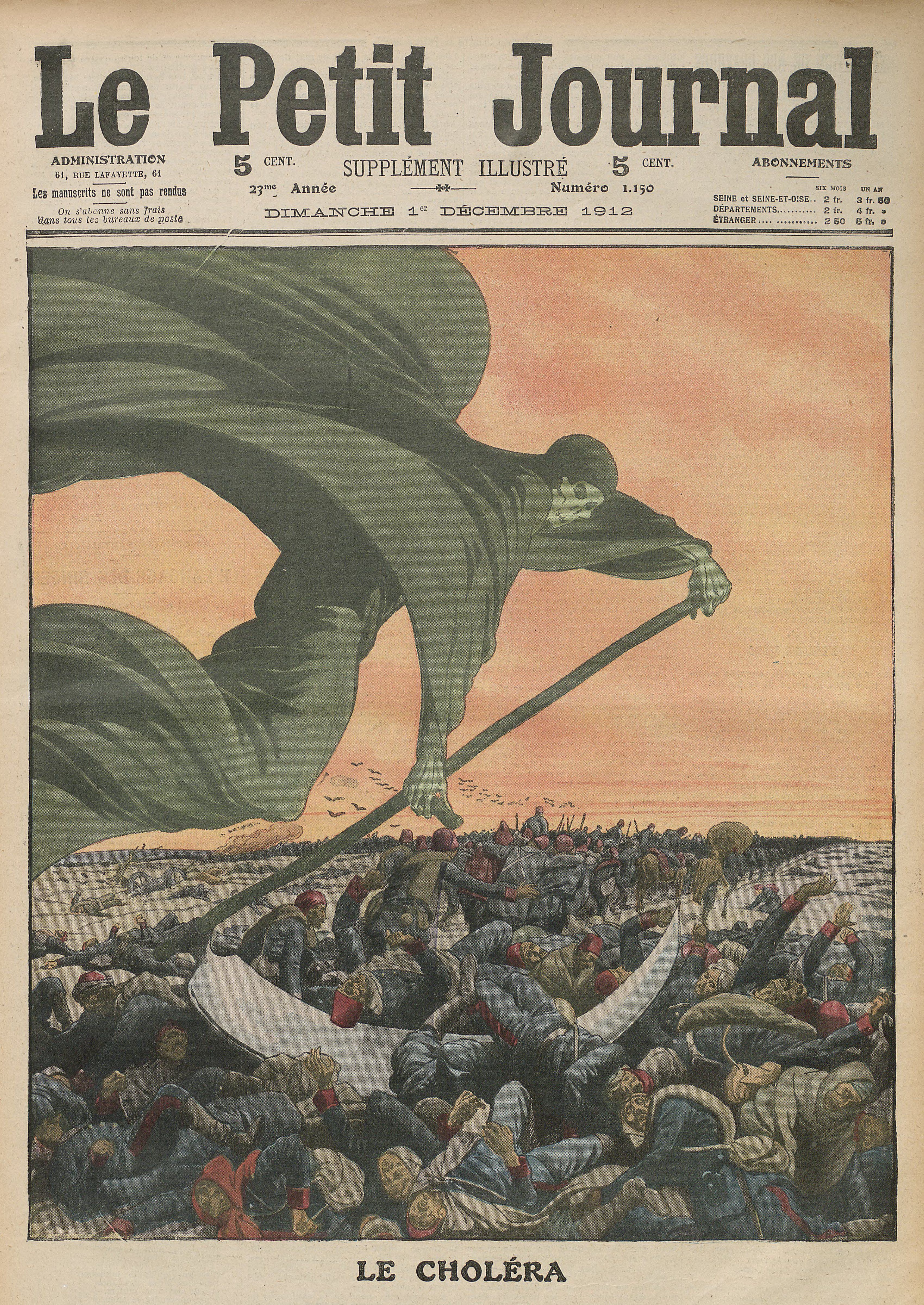
Le Petit Journal, 1912.
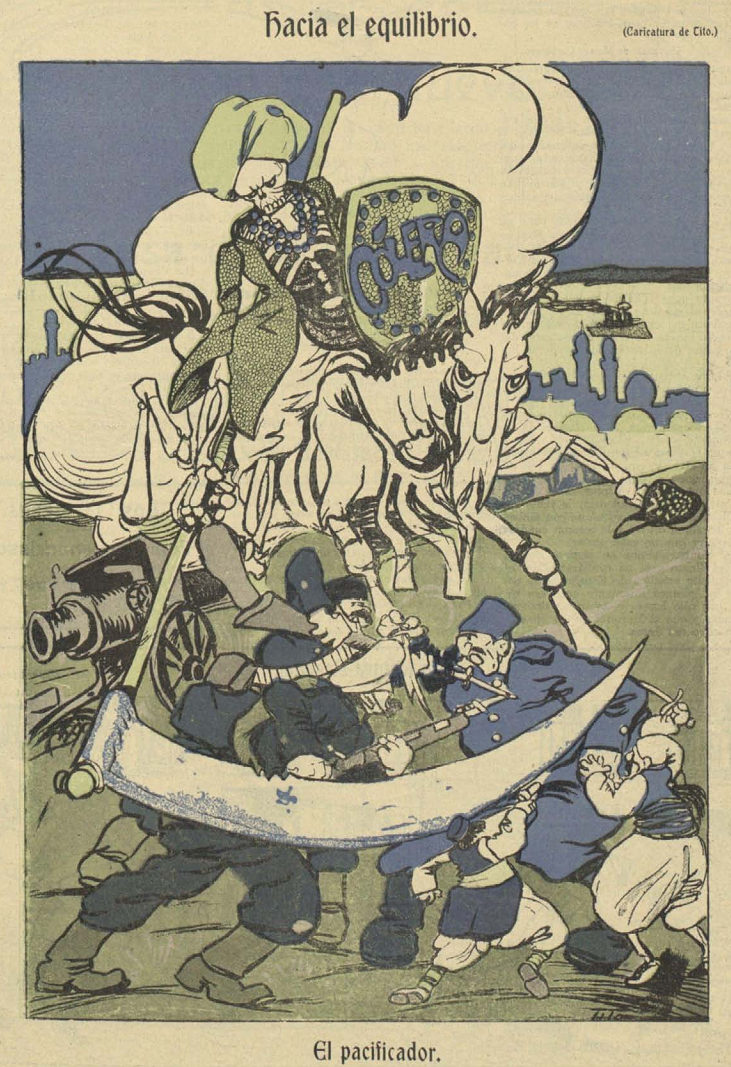
El Gran Bufón, 1912.
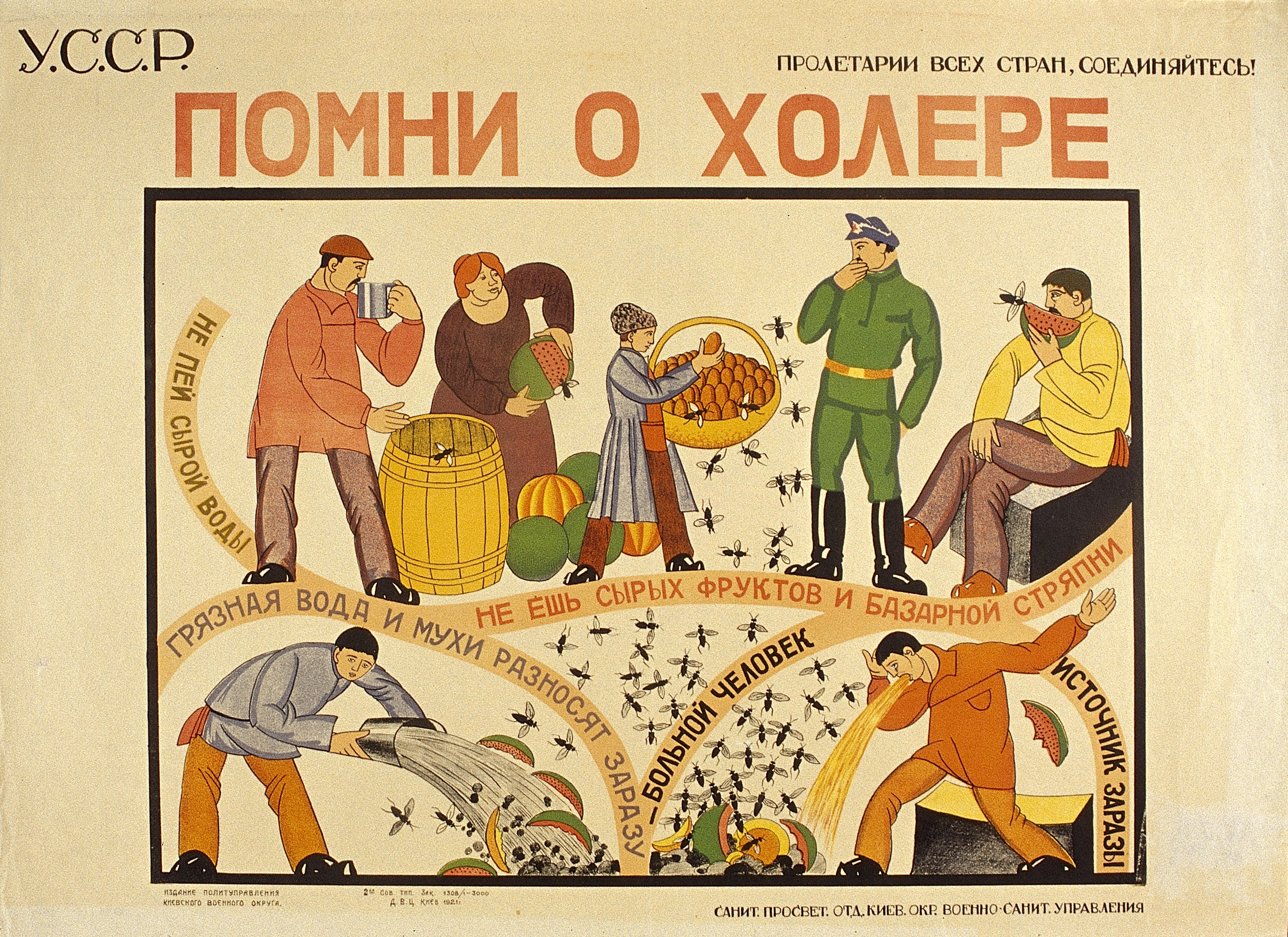
Prácticas no higiénicas, ca. 1921.